# Terry Reintke
Terry Reintke   (Gelsenkirchen, 9 de maig de 1987) és una política alemanya que és membre del Parlament Europeu d'Alemanya des del 2014. És copresidenta del Grup Verds/ALE al Parlament Europeu. És membre de l'Aliança 90/The Greens, part de The Greens–European Free Alliance. Del 2011 al 2013 va ser la portaveu de la Federació de Joves Verds Europeus.